# Zwart-gele specht
De zwart-gele specht (Meiglyptes jugularis) is een vogel uit de familie Picidae (spechten).

## Verspreiding en leefgebied
Deze soort komt voor in Zuidoost-Azië, met name in Myanmar, Thailand en Indochina.